# Truncació
La truncació o truncament és un procediment lingüístic que consisteix a crear un mot nou existent eliminant-ne una part, però conservant-ne les característiques gramaticals i el significat.
S'utilitza sobretot en la formació d'hipocorístics a partir de noms propis mitjançant l'eliminació de la primera part del mot, com en Lena (Magdalena), Quim (Joaquim) o Tomeu (Bartomeu), o més rarament, de la part central, com en Jan (Joan), Jep (Josep) o Tesa (Teresa).